# Central Denkalya Subregion
Central Denkalya Subregion är ett distrikt i Eritrea.   Det ligger i regionen Södra rödahavsregionen, i den östra delen av landet, 300 km sydost om huvudstaden Asmara.